# TVR・タスミン
タスミンは、イギリスのTVRが販売していたクーペ型のスポーツカー。

## 概要
1980年発売。歴代のモデルと同様の鋼管フレームに、Mシリーズのシャーシを改良したものが組み合わせられる。ボディはFRP製で、それまでのTVRには見られない直線的なデザインとなった。これはモダンなデザインであった反面、逆に歴代モデルのような個性は控えめとなった。
エンジンはフォード製の2.0L直列4気筒OHVと2.8LV型6気筒OHVがラインナップされていたが、直列4気筒は発売からわずか1年ほどでラインナップから消え、のちにローバー製3.5LV型8気筒OHVが追加された。
しかし、タスミンの売れ行きが悪かった影響でTVRの業績は次第に悪化していった。その後新たに2+2シーター、コンバーチブルといった新しいラインナップを追加したものの、1984年には生産を終了した。